# Phalaenopsis stuartiana
Phalaenopsis stuartiana är en orkidéart som beskrevs av Heinrich Gustav Reichenbach. Phalaenopsis stuartiana ingår i släktet Phalaenopsis och familjen orkidéer. Inga underarter finns listade i Catalogue of Life.

## Bildgalleri

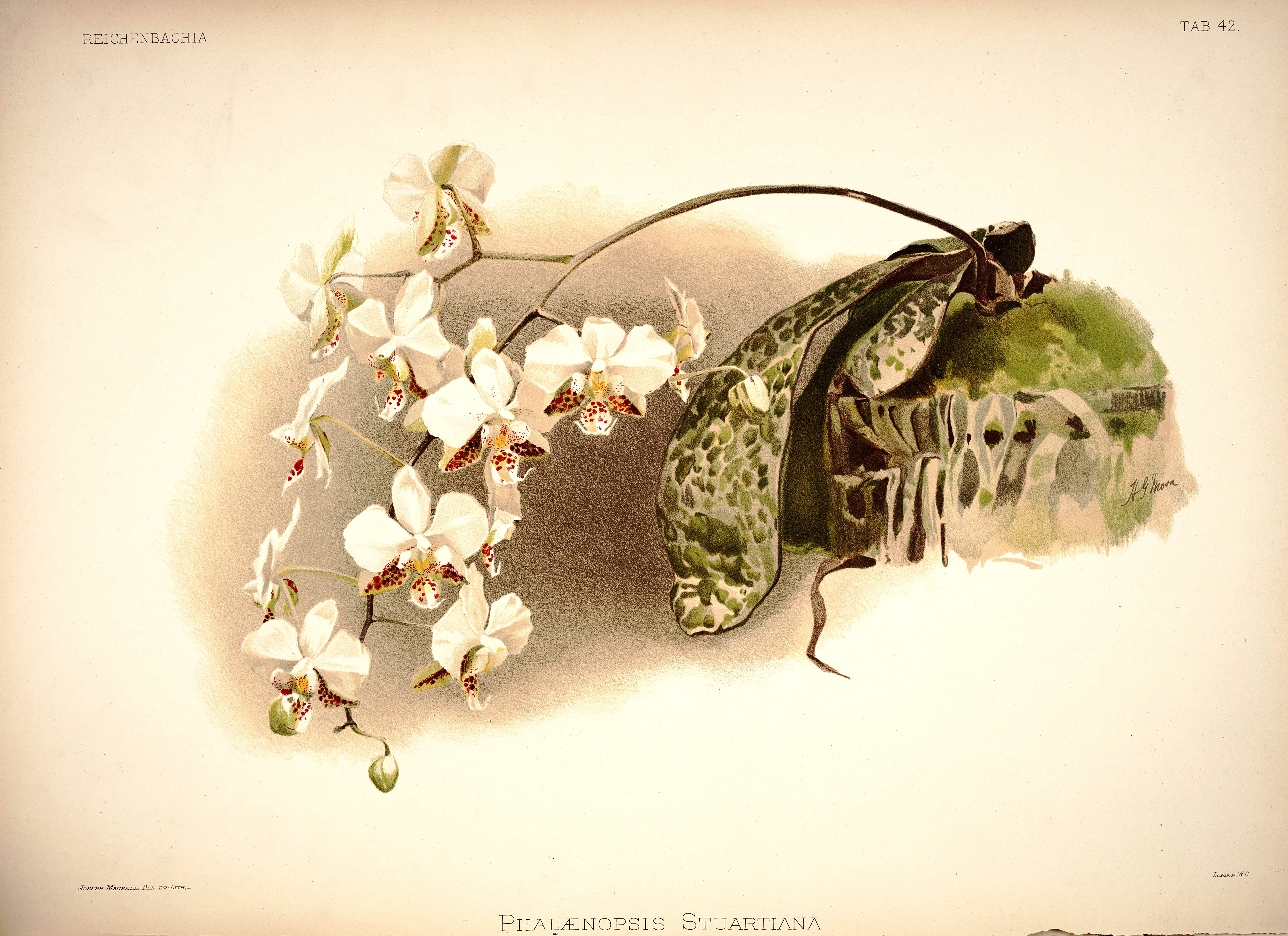
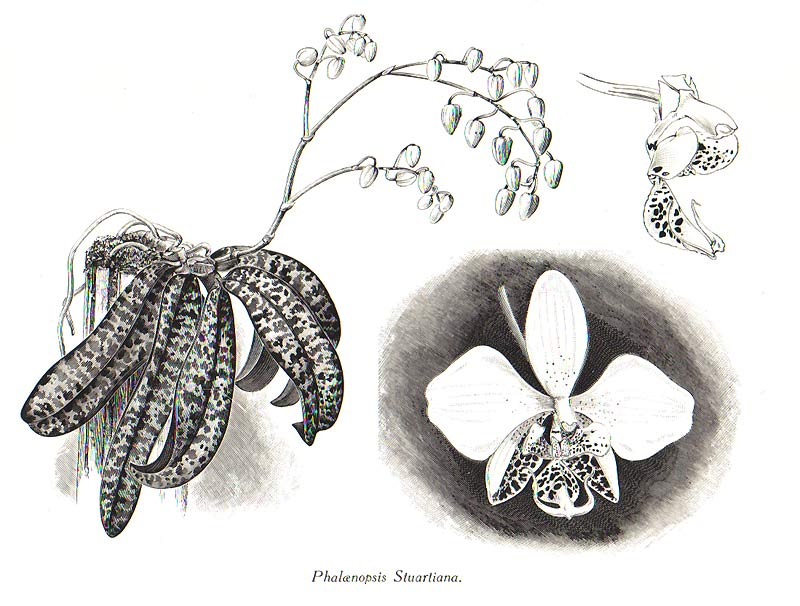
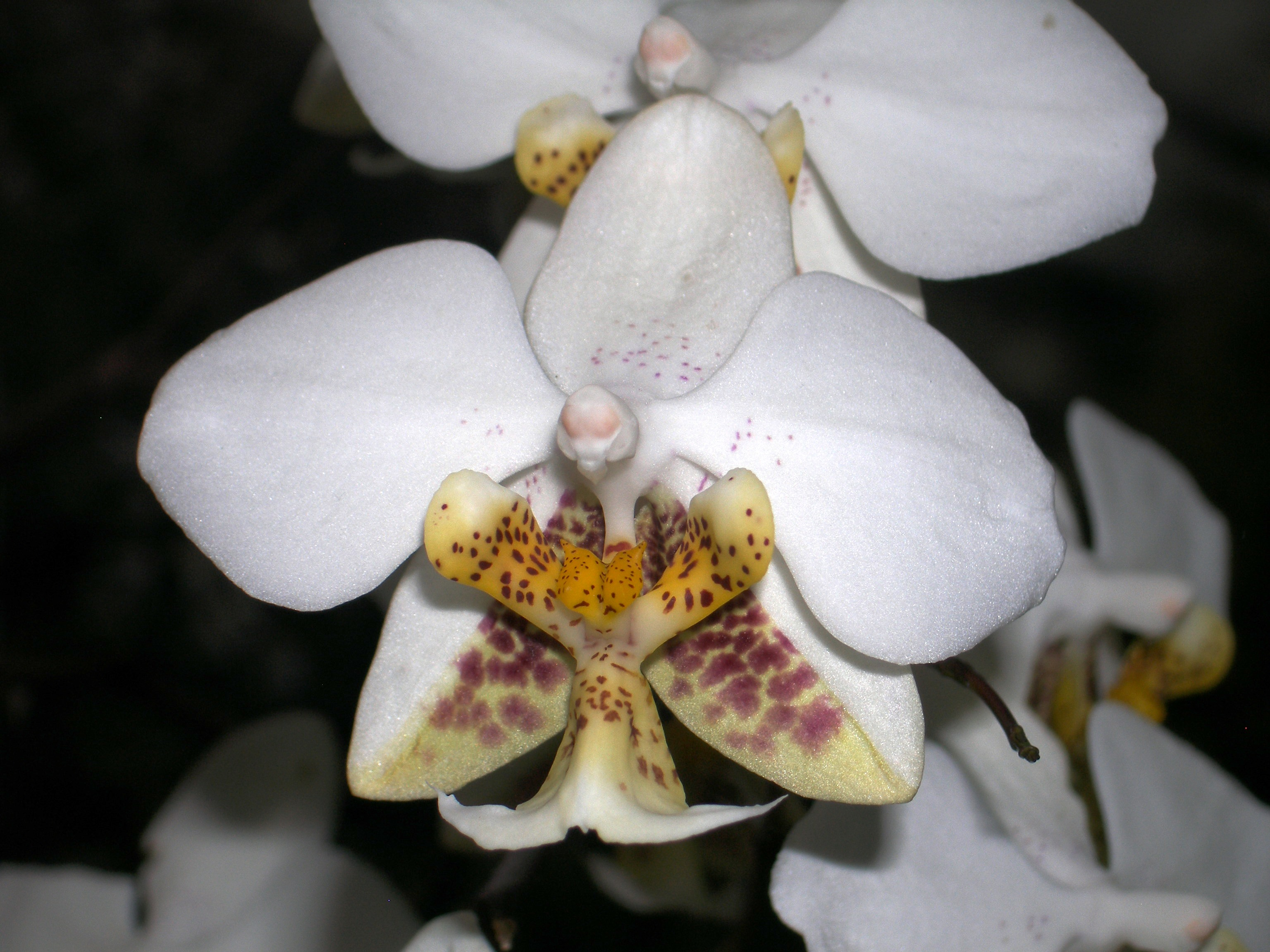
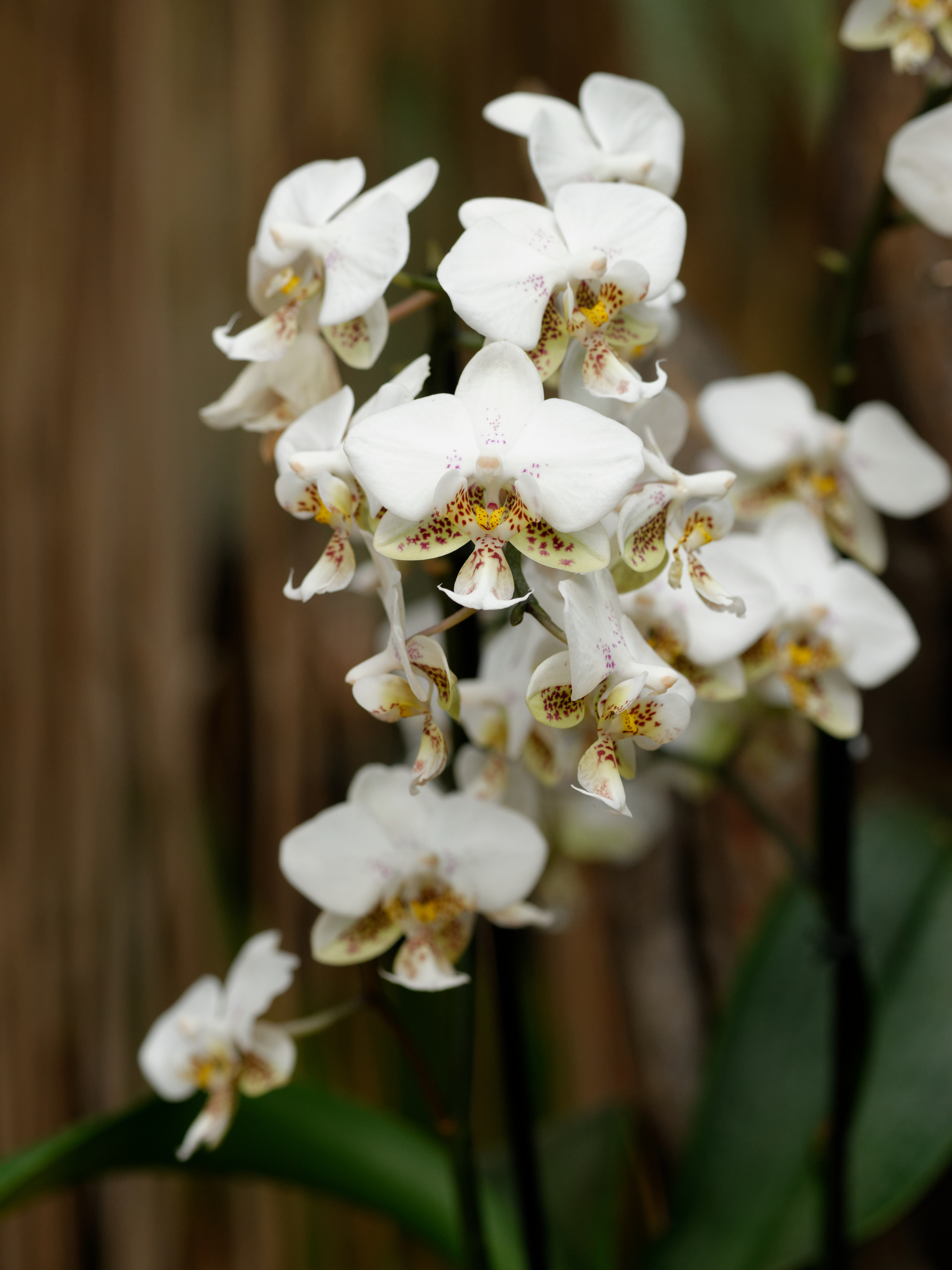
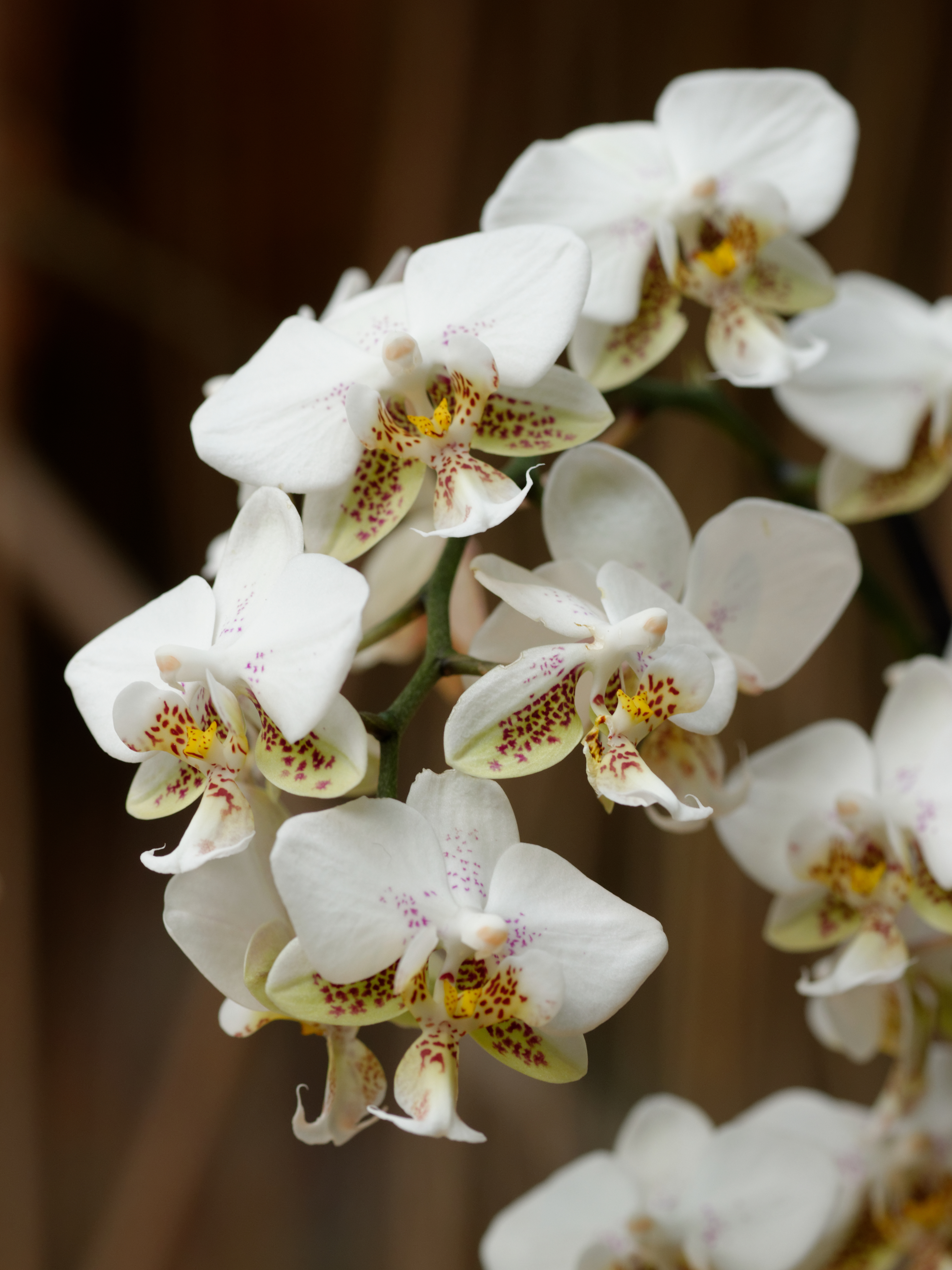
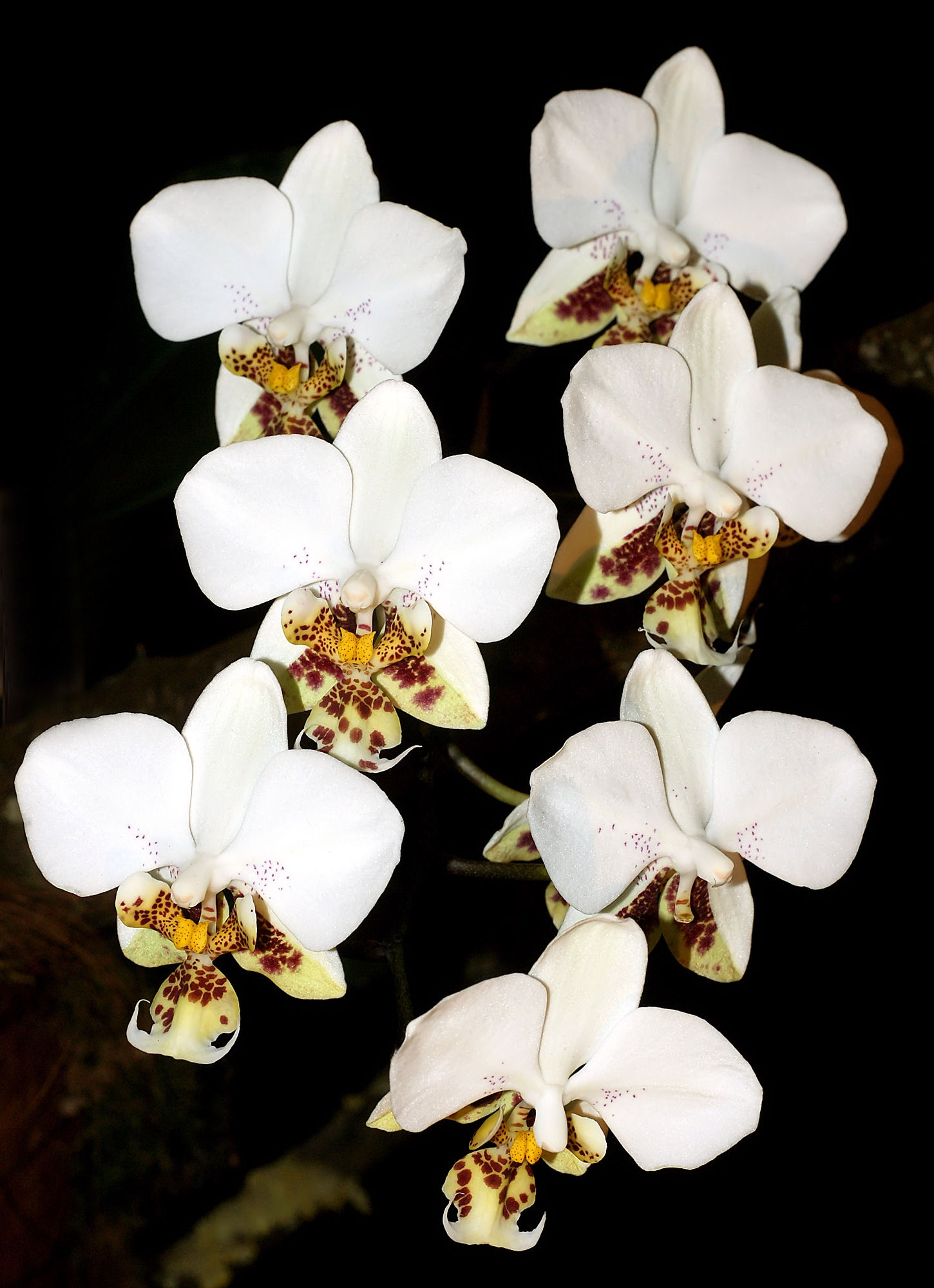